# Oxdjupsleden
Oxdjupsleden är en allmän färjeled över sundet Oxdjupet mellan Rindö (vid Oskar-Fredriksborg) och Värmdö (Stenslättens brygga) i Stockholms skärgård.

## Historik
Oxjupet var på 1500-talet cirka 40 meter djupt och arbetet att, av militärstrategiska skäl, fylla igen djupet med bland annat fartygsvrak tog (med avbrott) cirka 300 år, ända fram till 1839. Vid mitten av 1800-talet kunde man gå mellan Värmdö och Rindö. När industrialiseringen började och fartygstrafiken tilltog insåg man att Oxdjupet behövdes för den ökade kommersiella trafiken. Vid slutet av 1800-talet påbörjades muddringen och en första färja sattes därefter i regelbunden trafik. Oxdjupets djup varierar idag mellan 38 och 17 meter. Nuvarande färjelägena i öster och väster Rindö anlades 1970 och trafikeras sedan dess av Vägverkets respektive Trafikverkets bilfärjor.

## Verksamhet
Leden trafikeras av Trafikverkets färjerederi med vägfärja. Färjeledens längd är omkring 500 meter och överfarten tar tre minuter. Leden utgör tillsammans med Vaxholmsleden, som förbinder Rindö med Vaxholm, en nord-sydlig vägförbindelse genom skärgården och utgör en del av Länsväg 274. Det finns SL-bussförbindelser på både Rindö- och Värmdösidorna. Turtätheten på Värmdösidan är glesare.

## Bilder

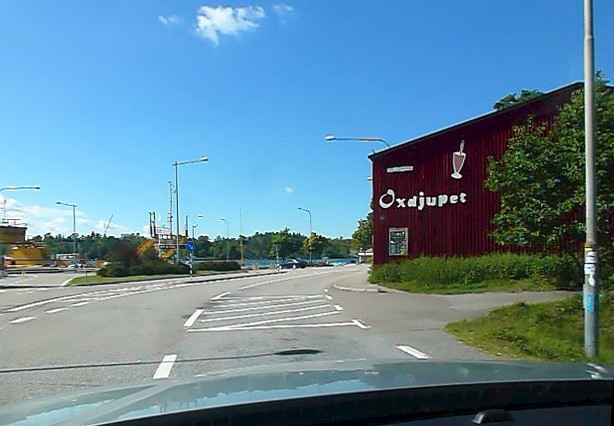
Färjeläget vid Stenslätten, Värmdö
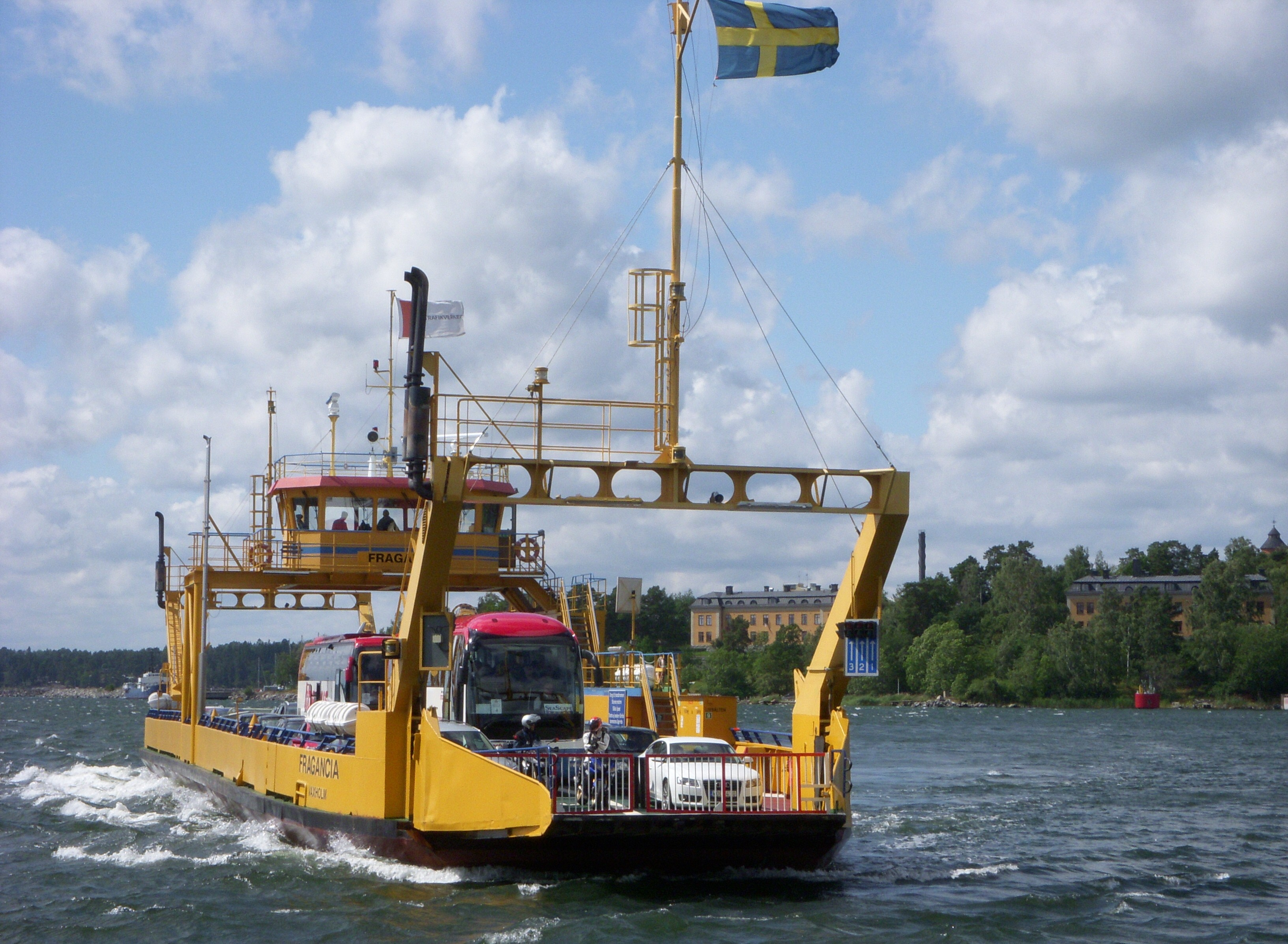
Fragancia närmar sig Stenslätten, Värmdö
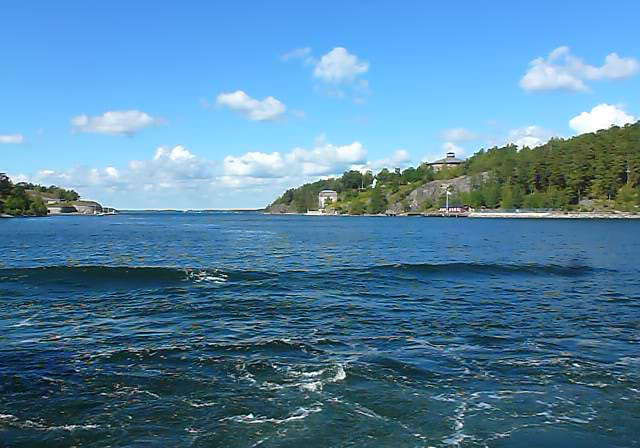
Mitt på Oxdjupet
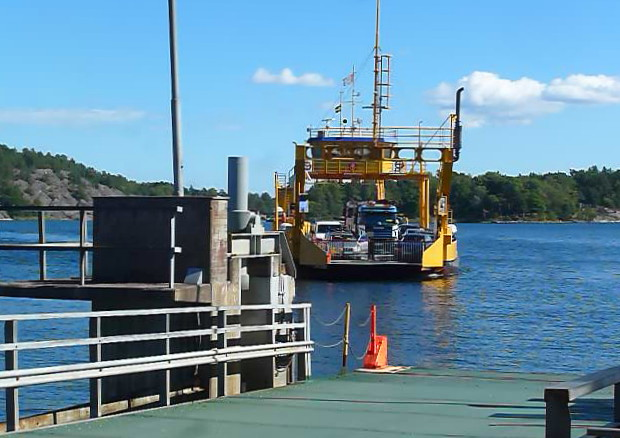
Rindö färjeläge (östra)
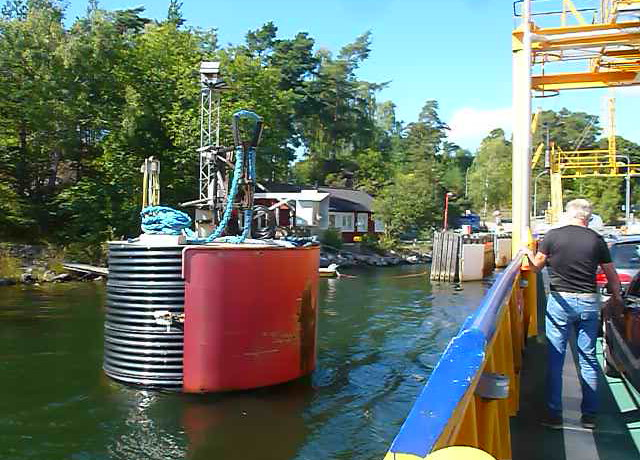
Rindö färjeläget (östra)